# Nanna longicornis
Nanna longicornis är en tvåvingeart som först beskrevs av Roser 1840.  Nanna longicornis ingår i släktet Nanna och familjen kolvflugor. Inga underarter finns listade i Catalogue of Life.